# مصطفى البقالي
مصطفى البقالي	 صحفي وشاعر مغربي، من مواليد إقليم وزان شمال المغرب
- منتج ومذيع في التلفزيون العربي
- منتج ومذيع سابق في شبكة الجزيرة ومقدم فقرة «التواصل الاجتماعي» في برنامج الجزيرة هذا الصباح.
- منتج أخبار سابق بمكتب قناة «بي بي سي العربية» في الرباط
- صدرت له مجموعة قصصية بعنوان (عندما قتل البنفسج) عن دار “ملتقى الطرق” بالمغرب سنة 2011.
- صدر ديوانه الشعري ”سأذهب إلى الحب عاريا” ضمن منشورات وزارة الثقافة المغربية (دار المناهل) في فبراير 2012.
- صدرت مجموعته الشعرية “رائحة مساء قديم” عن دار روزا للنشر (الدوحة 2019)
- فائز بجائزة الإبداع الأدبي التي تقدمها قناة “دوزيم” المغربية لأفضل الكتاب والشعراء الشباب سنة 2009 (صنف القصة القصيرة)
- حاصل على الجائزة الثالثة في القصة القصيرة في مسابقة مجلس وزراء الشباب والرياضة العرب- الدوحة، قطر-2010
- حاصل على المرتبة الثالثة كأفضل مدون فيديو في مسابقة “البوبز” العالمية لسنة 2008 في تصويت المستخدمين
- شارك في دورات متخصصة في التدوين والاعلام الجديد في الولايات المتحدة الأمريكية، مصر، قطر، الأردن، والمغرب.
- نائب سابق لرئيس جمعية المدونين المغاربة مرتين متتاليتين وأحد مؤسسي الجمعية التي تعنى بالدفاع عن حقوق المدونين ونشر ثقافة التدوين والإعلام الجديد
- شغل مهمة كاتب عام الرابطة المغربية للصحافة الإلكترونية (2009)